# M/S Lux
M/S Lux är ett passagerarfartyg, som beställts av Blidösundsbolaget från Oy Kewatec Aluboat Ab i Karleby i Finland för pendelbåtstrafik i Mälaren åt Storstockholms Lokaltrafik. M/S Lux sattes i juni 2019 in på rutten mellan Klara Mälarstrand i Stockholms innerstad och Tappström på Ekerö, Ekerölinjen eller Linje 89.
Båtmodellen, som kallas "Passenger 2400", är konstruerad för skärgårdstrafik och är handikappanpassad. Fartyget tar upp till 200 passagerare i fartområde E eller upp till 130 passagerare i fartområde D.

## Bildgalleri

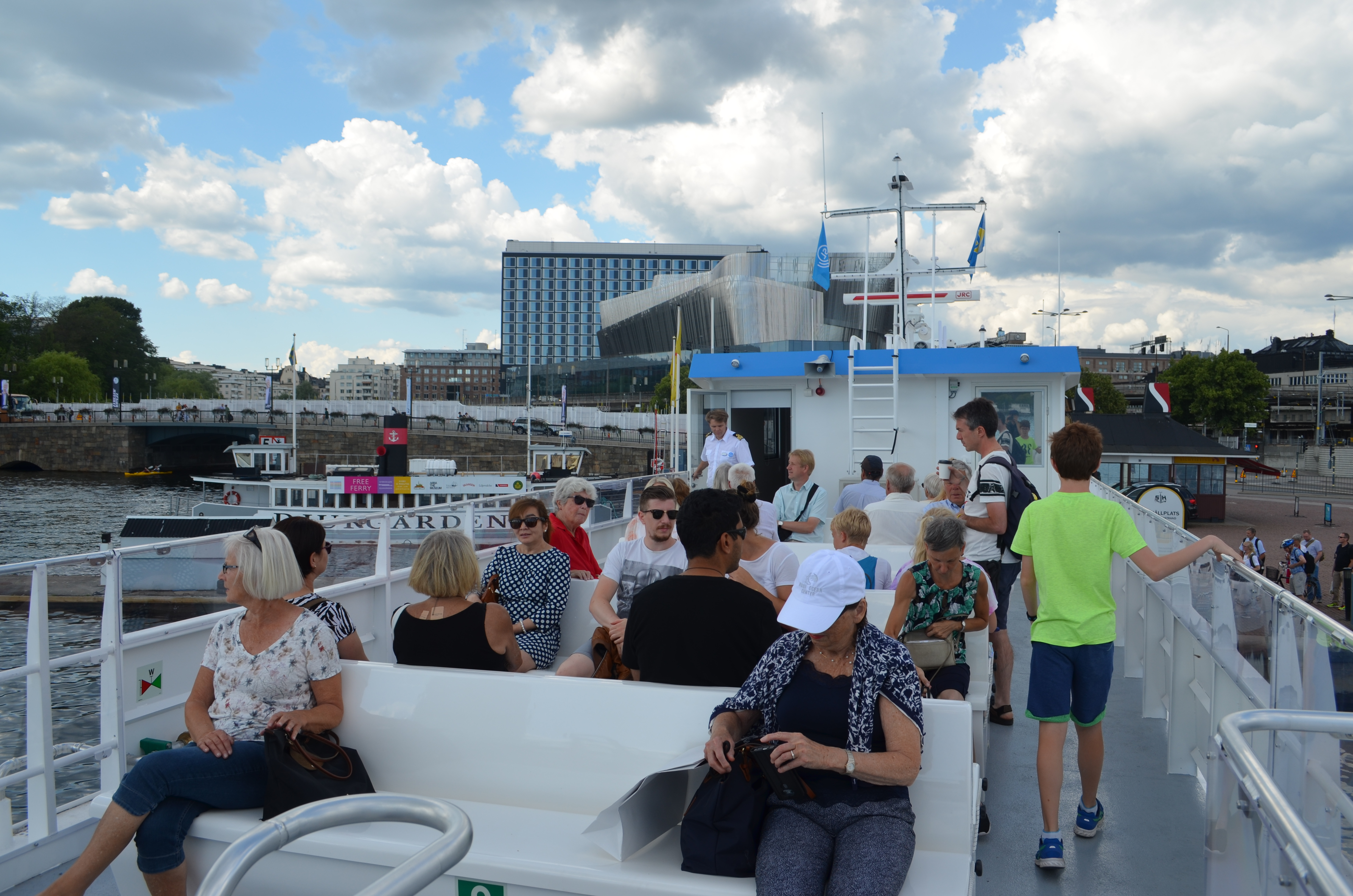
Yttre däck
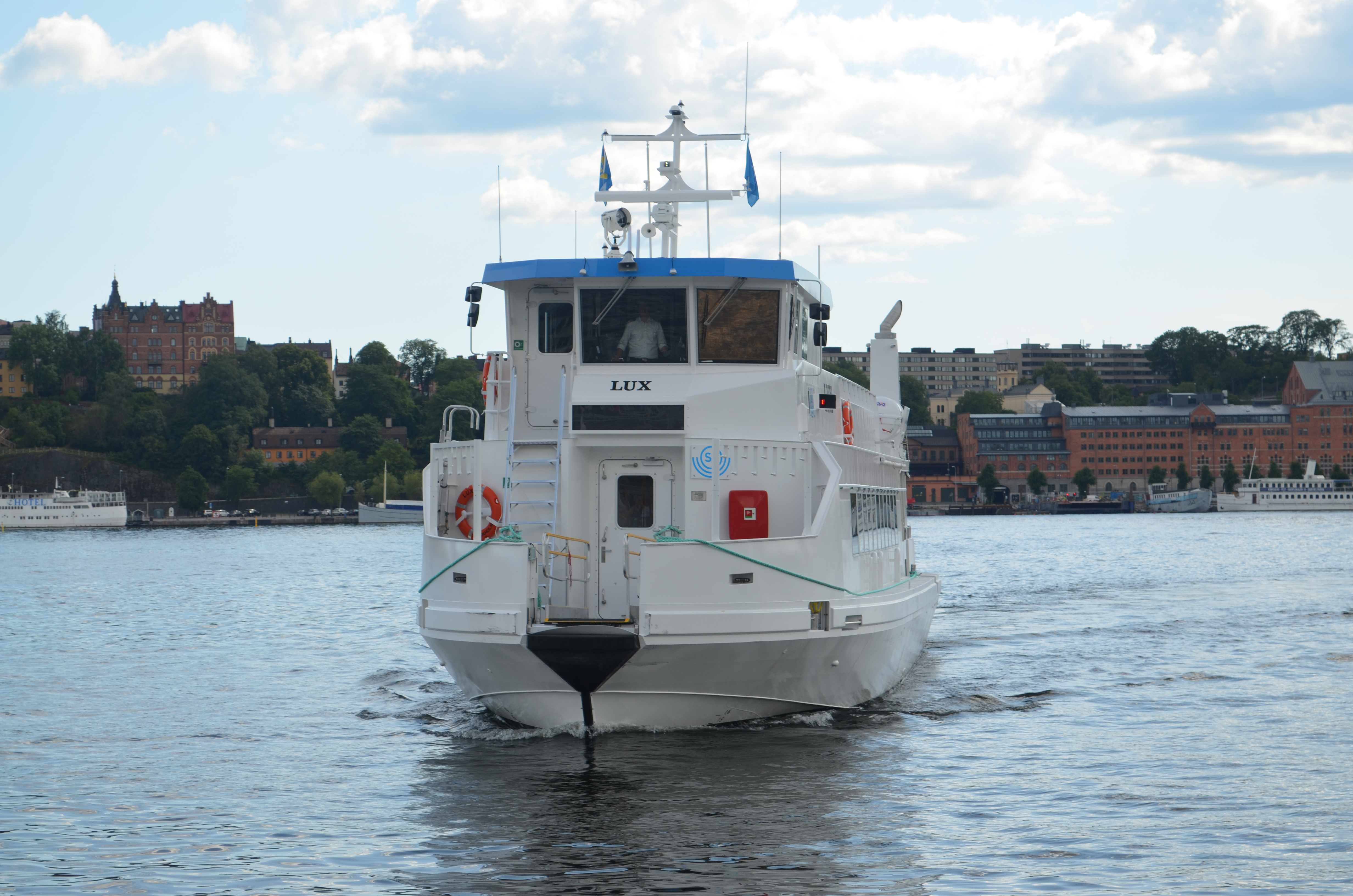
Båten
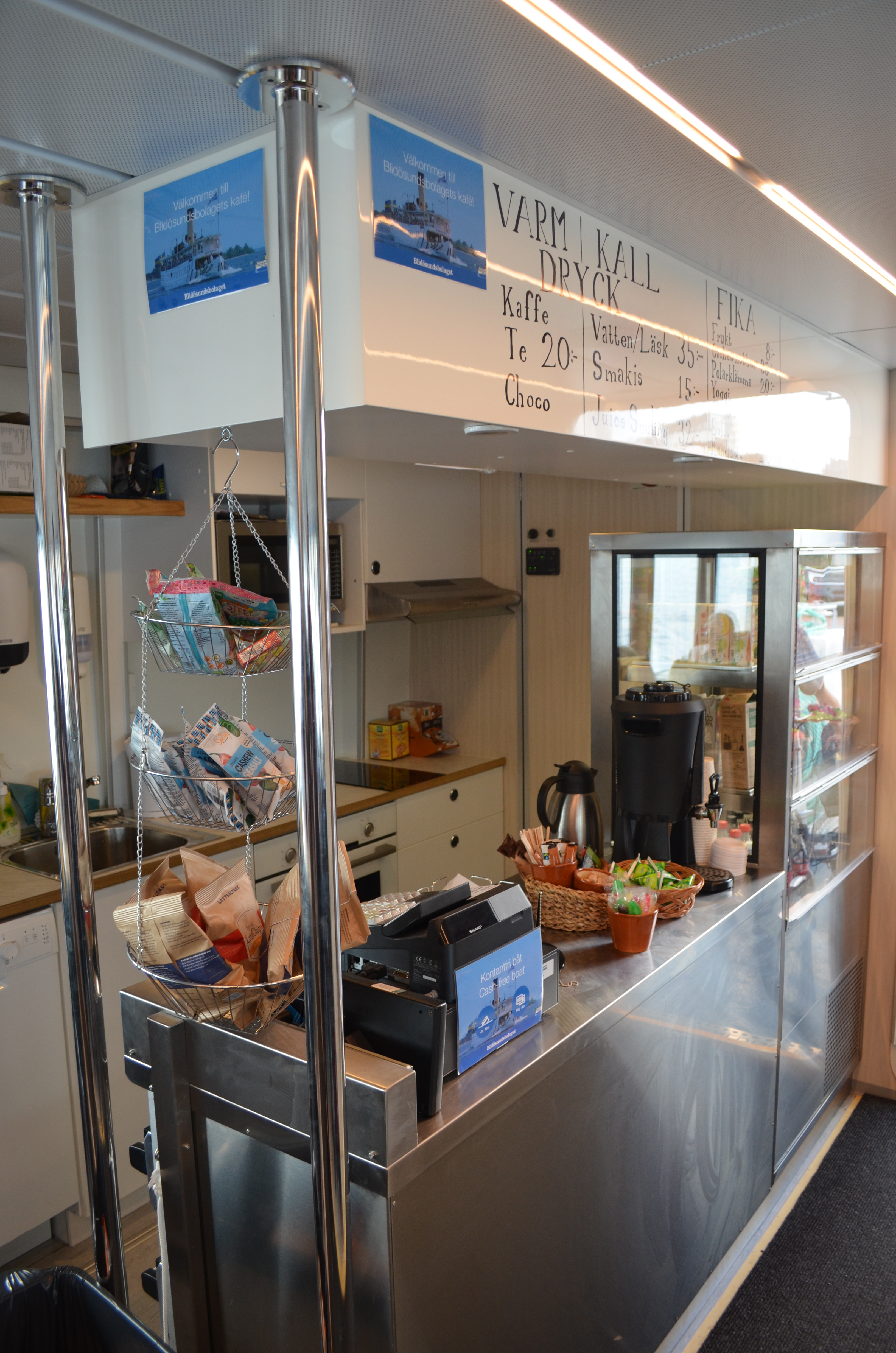
Café
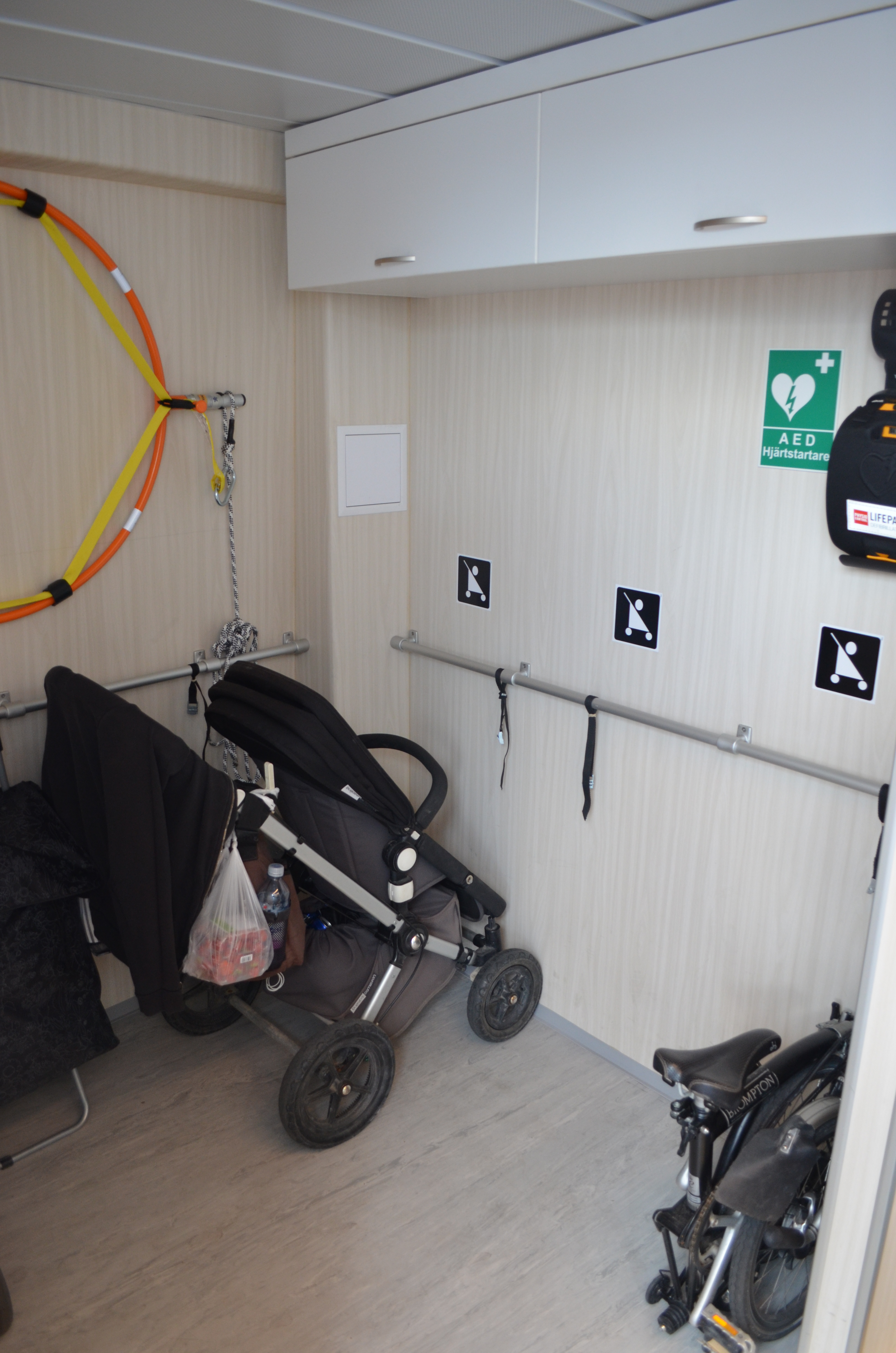
Barnvagnar
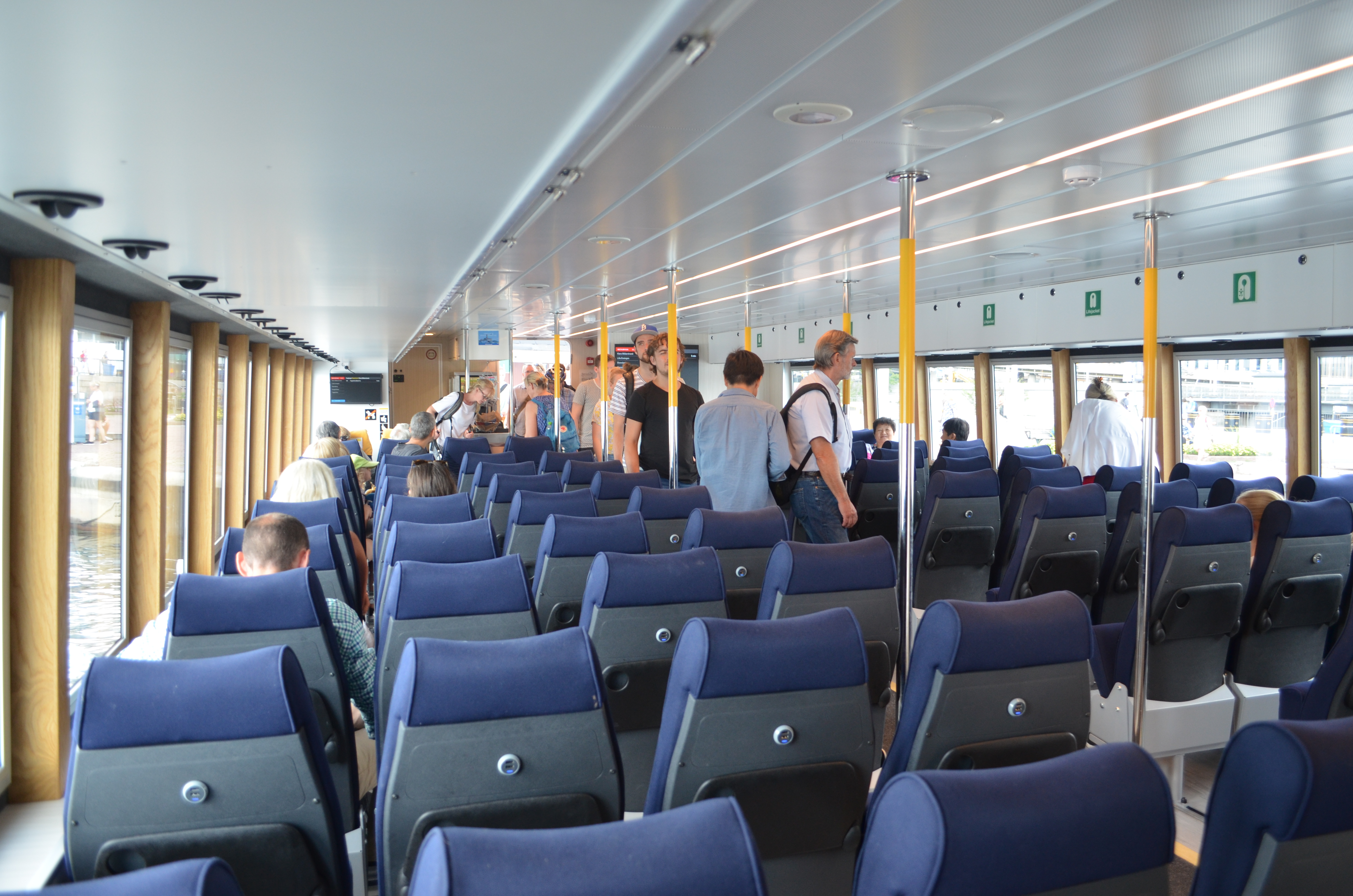
Inre däck